# Аргентинский музей естественных наук имени Бернардино Ривадавия
Музей естественных наук имени Бернардино Ривадавия (исп. Museo Argentino de Ciencias Naturales Bernardino Rivadavia) — публичный музей естествознания, расположенный в столице Аргентины — Буэнос-Айресе в районе Кабальито.
Музей является одним из самых важных в своём роде в Буэнос-Айресе и уступает только музею естественных наук Ла-Платы.

## История
Музей обязан своим возникновением первому президенту Аргентины Бернардино Ривадавия, который принял решение о его создании в 1812 году.
На протяжении всей своей истории музейносил различные официальные наименования.
- 1823—1882 гг .: Государственный музей Буэнос-Айреса;
- 1883—1911: Национальный музей;
- 1911—1931: Национальный музей естествознания;
- 1948—1956: Национальный исследовательский институт естественных наук и Музей естествознания им. Бернардино Ривадавии;
- С 1957 года: Аргентинский музей естественных наук Бернардино Ривадавия (MACN) и Национальный институт естественных наук.

## Коллекции
Коллекции музея являются одними из самых полных в Латинской Америке, здесь хранятся 23 национальных собрания, около 1,5 млн экземпляров.

## Национальный институт естественных наук
В рамках музея действует Национальный научно-исследовательский институт естественных наук, где проводятся научно-исследовательские работы в различных областях знаний биологических и естественных наук. Различные исследовательские группы, состоящие из учёных и стипендиатов CONICET и Национальным агентством по научным и техническим Promotion (ANPCyT, MINCyT) проводят исследования в следующих областях:
- ботаника
- экология
- геология
- палеонтология
- Зоология беспозвоночных
- Зоология позвоночных

## Экспозиция

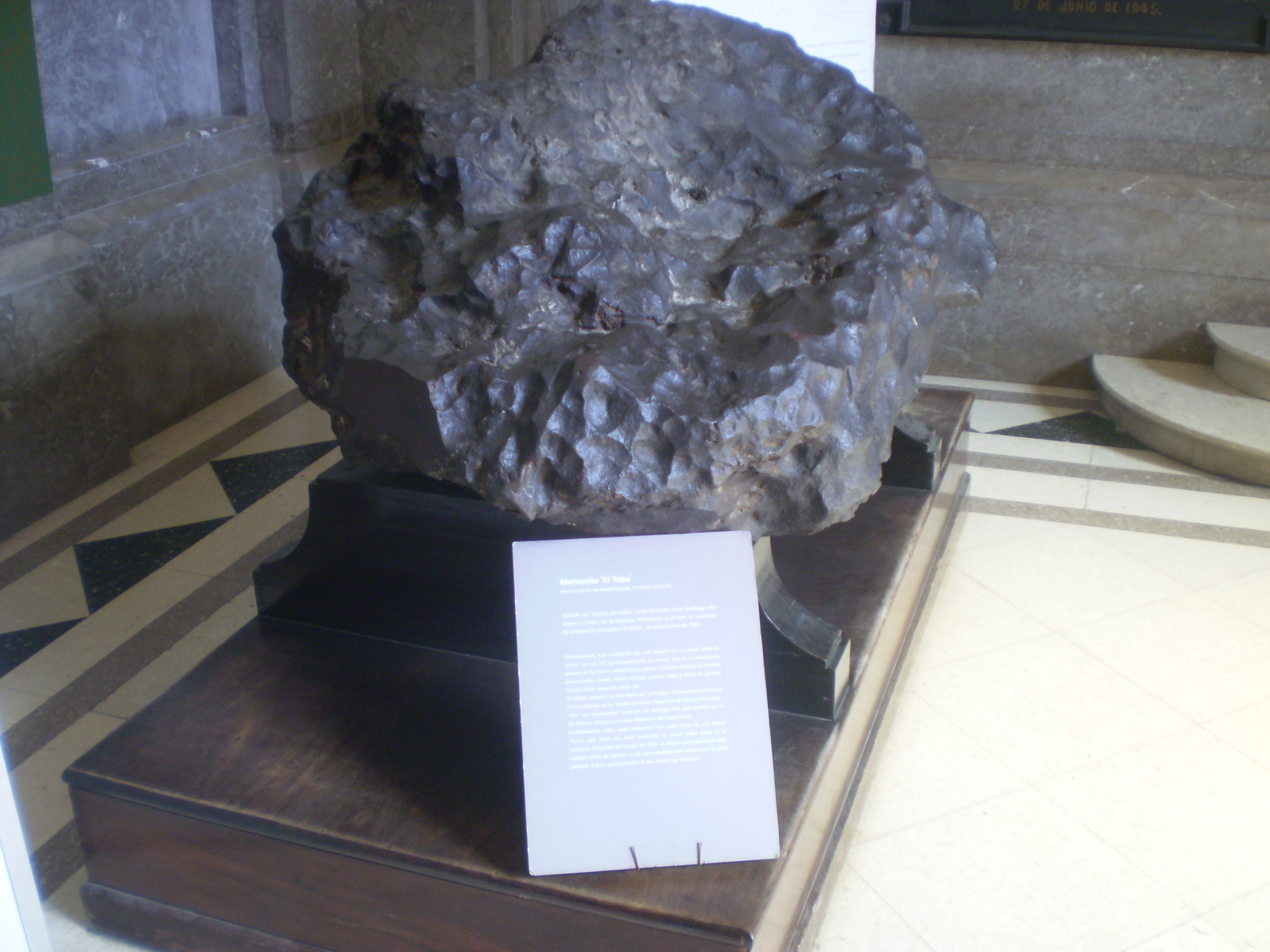
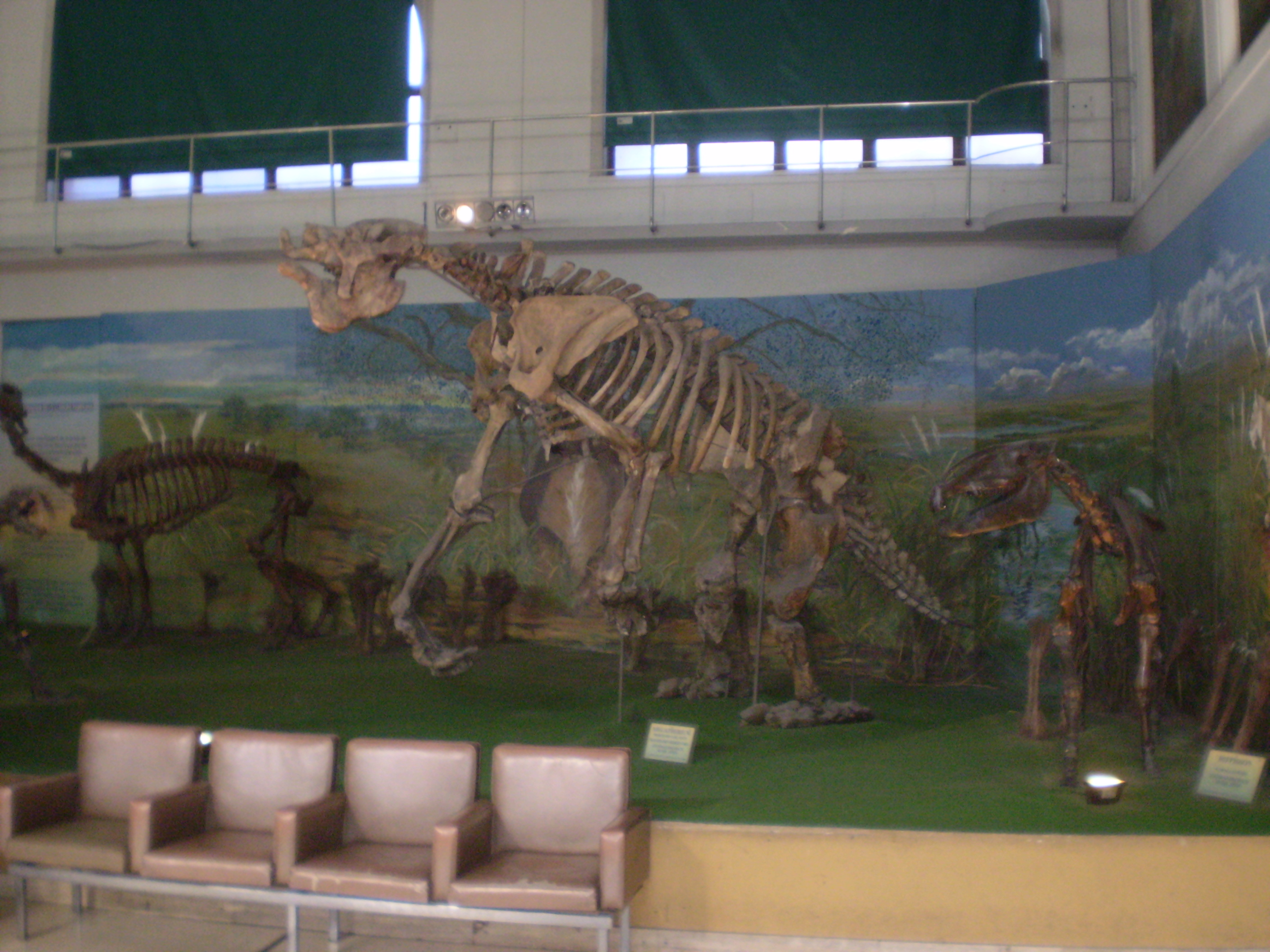
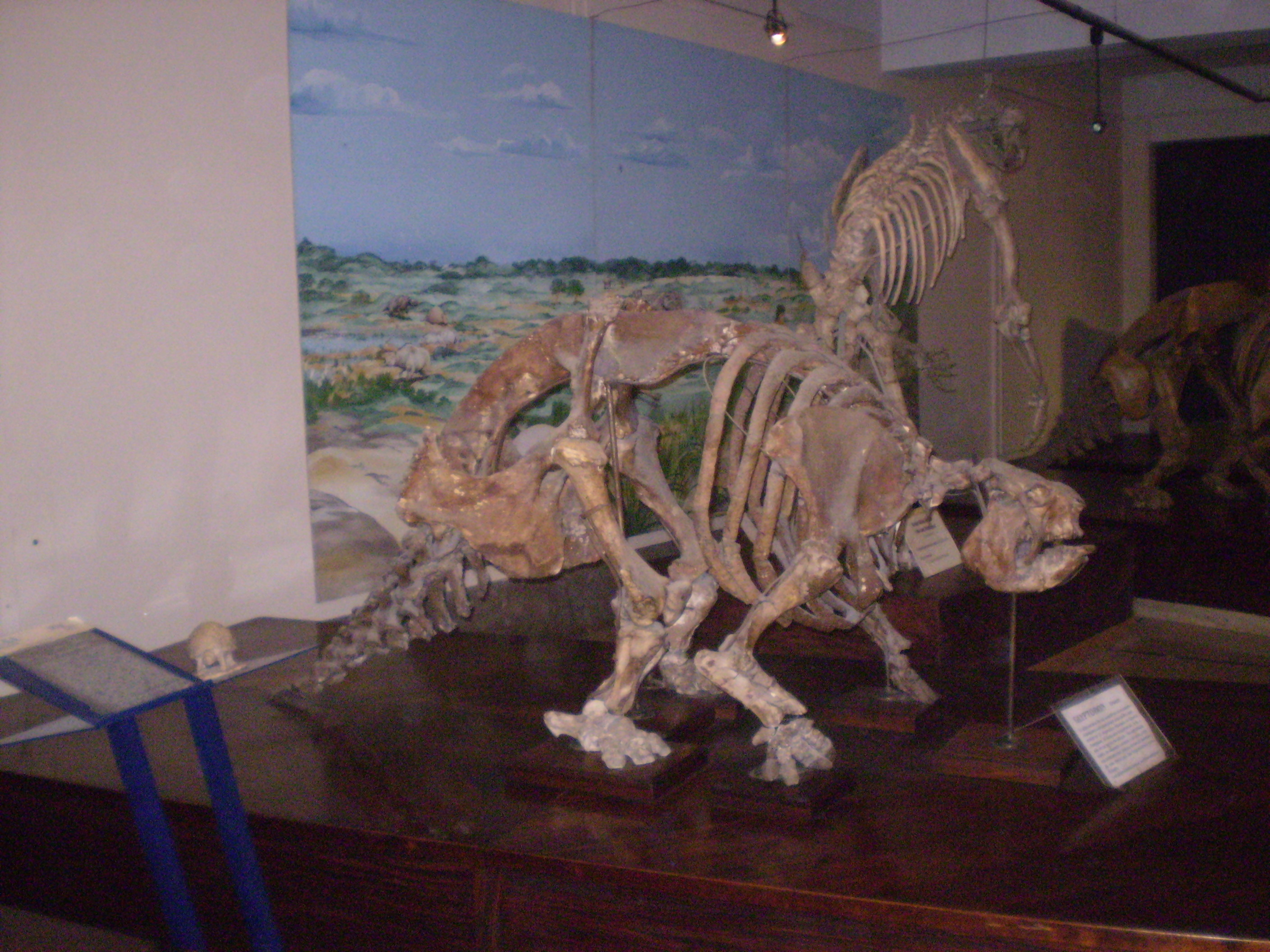
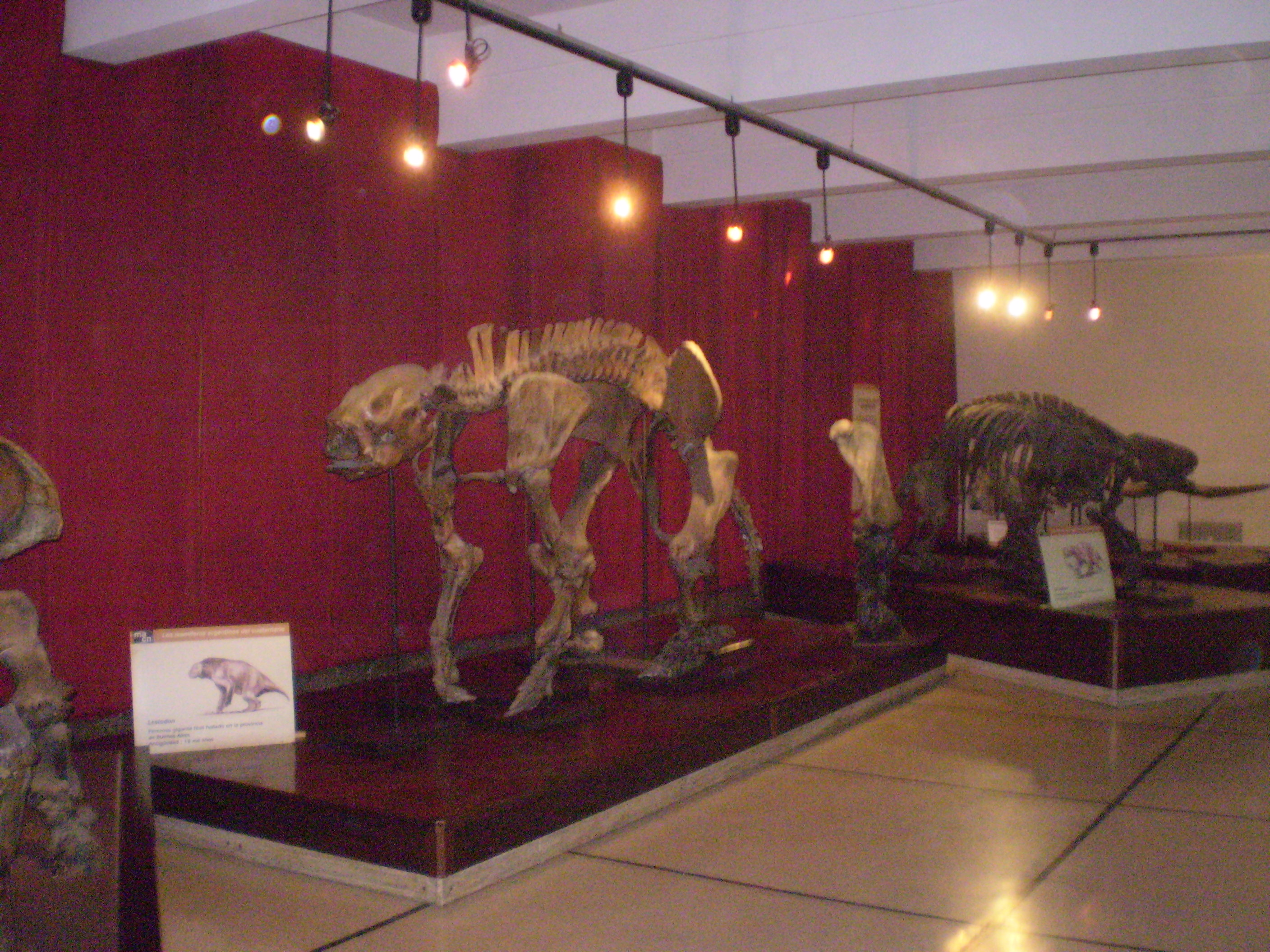
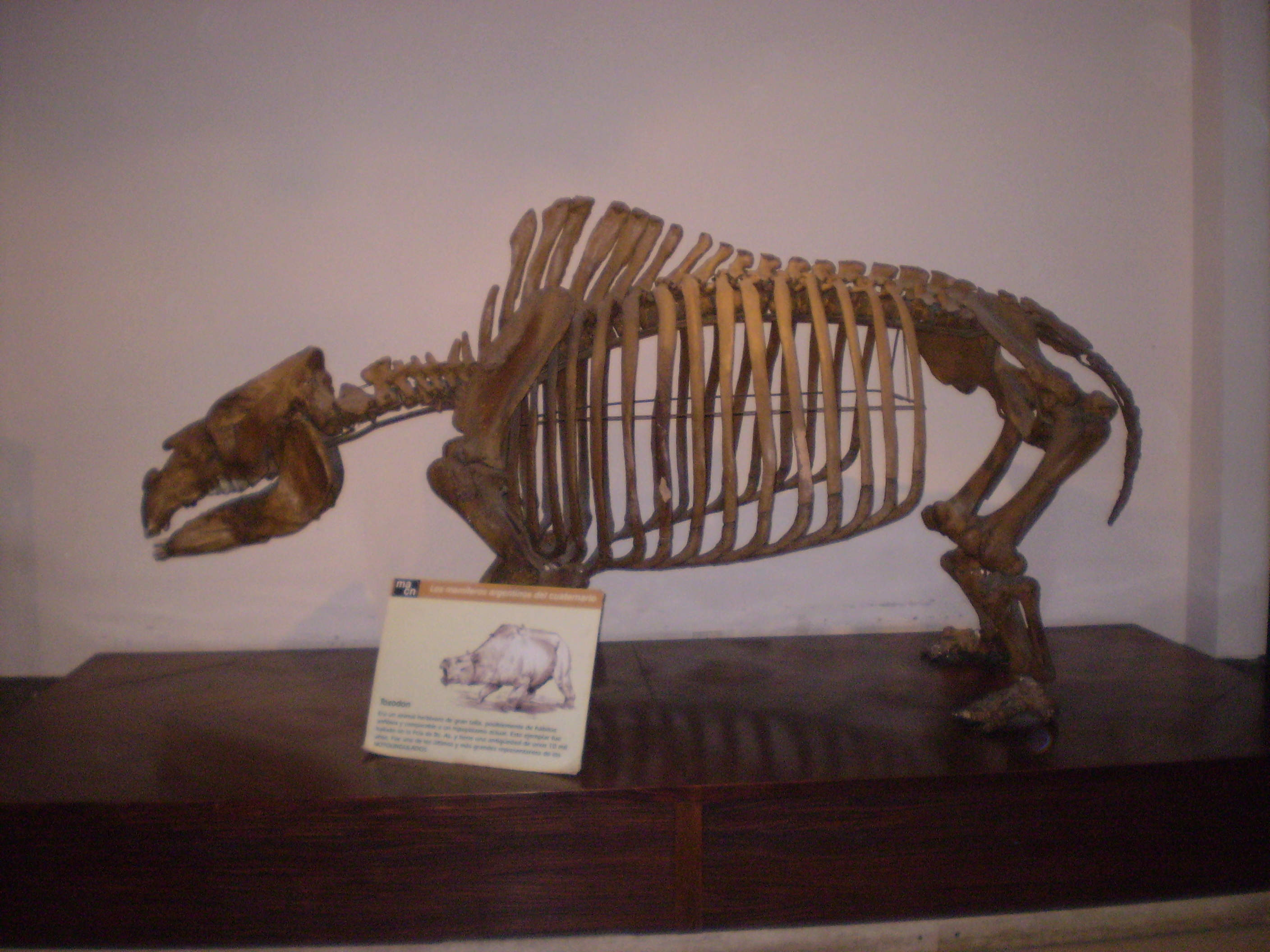
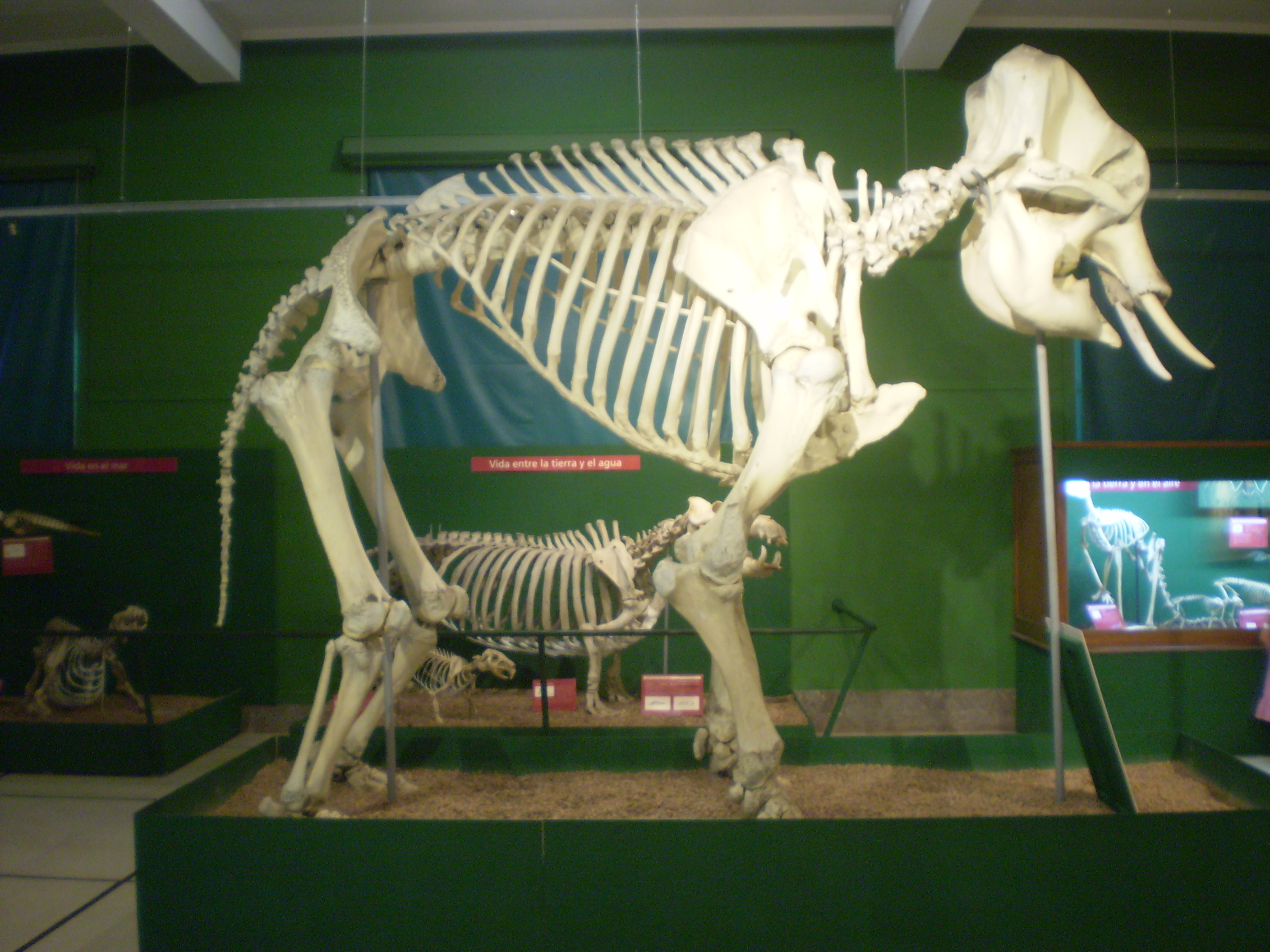
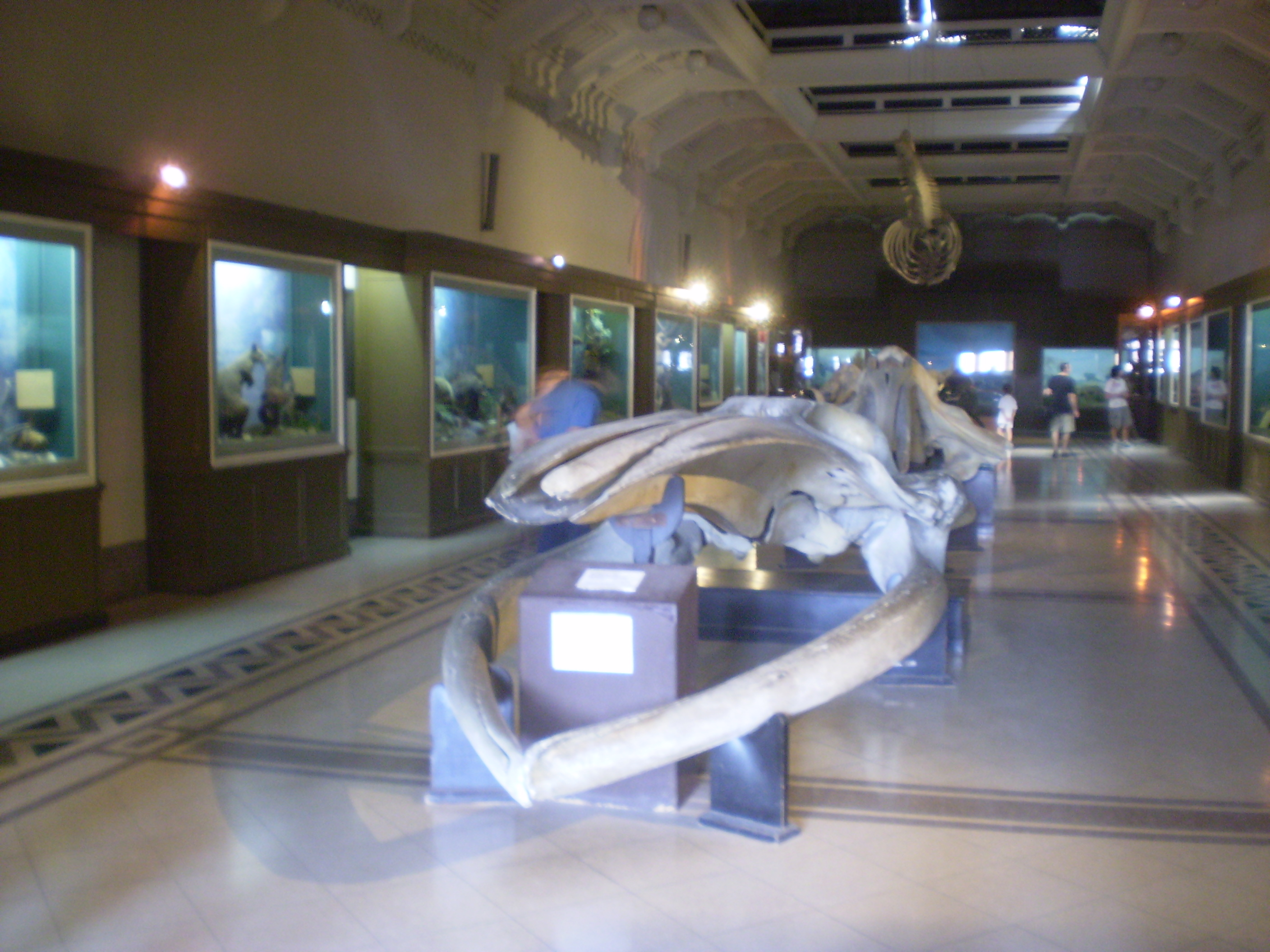
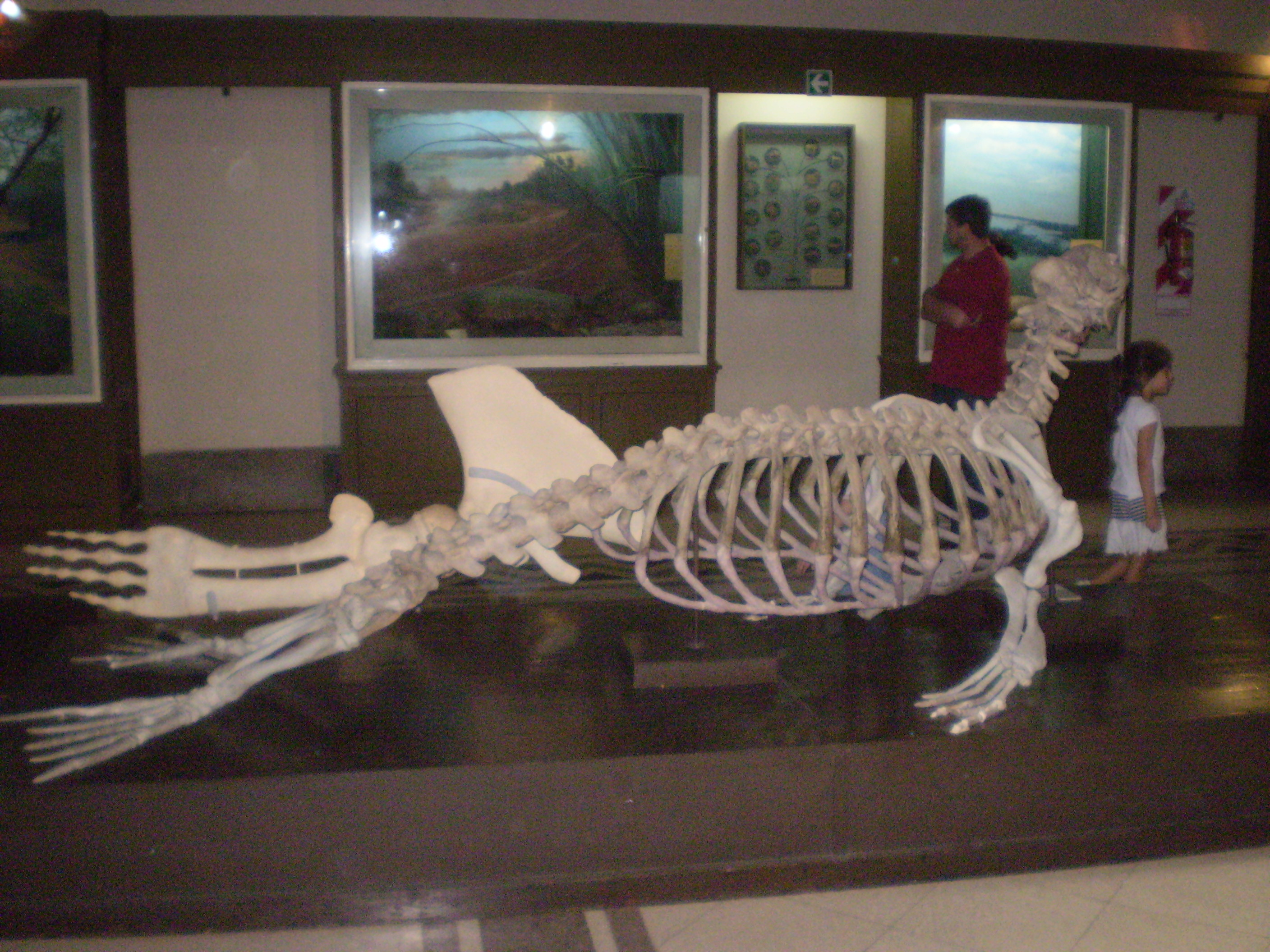
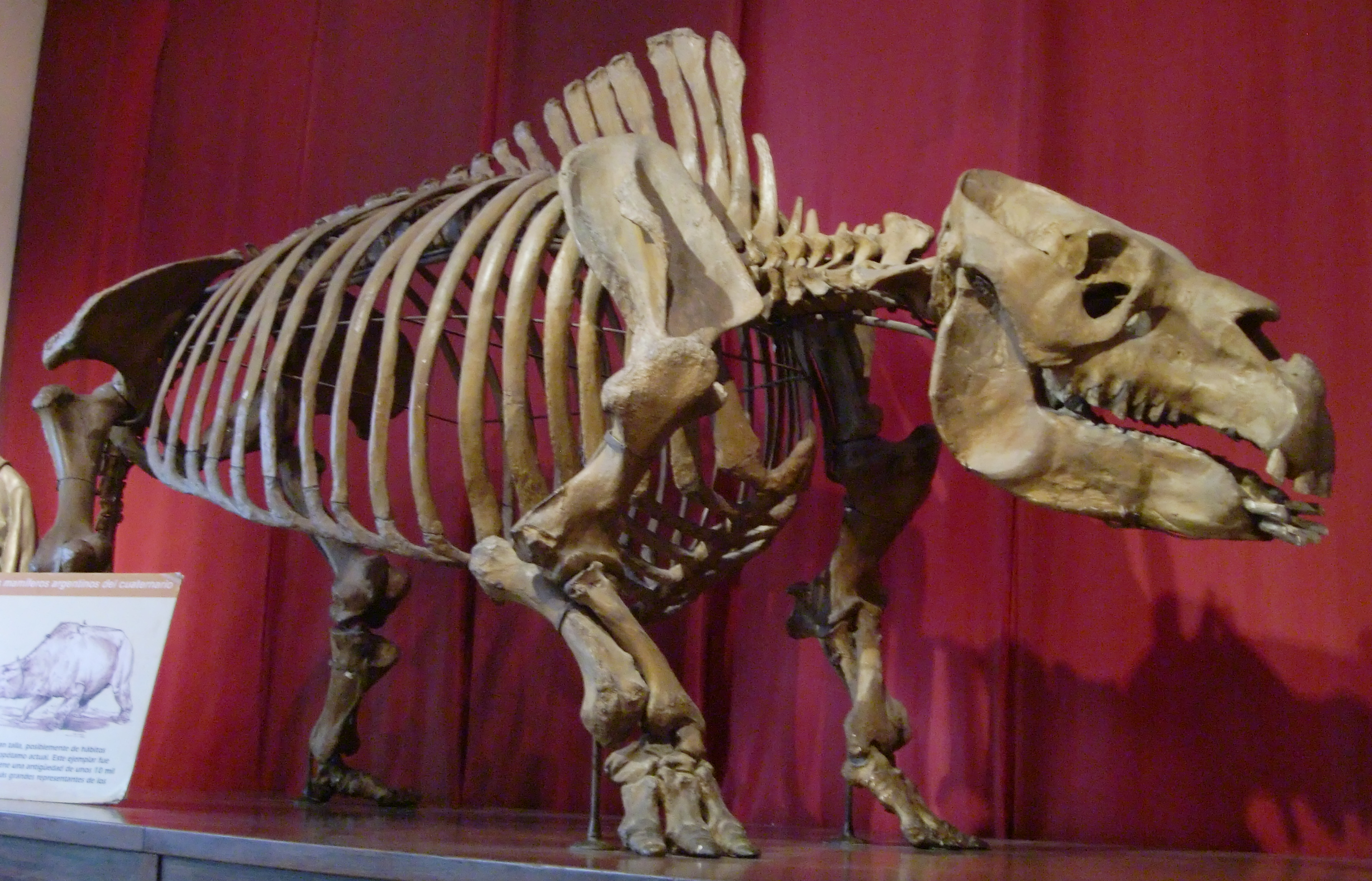
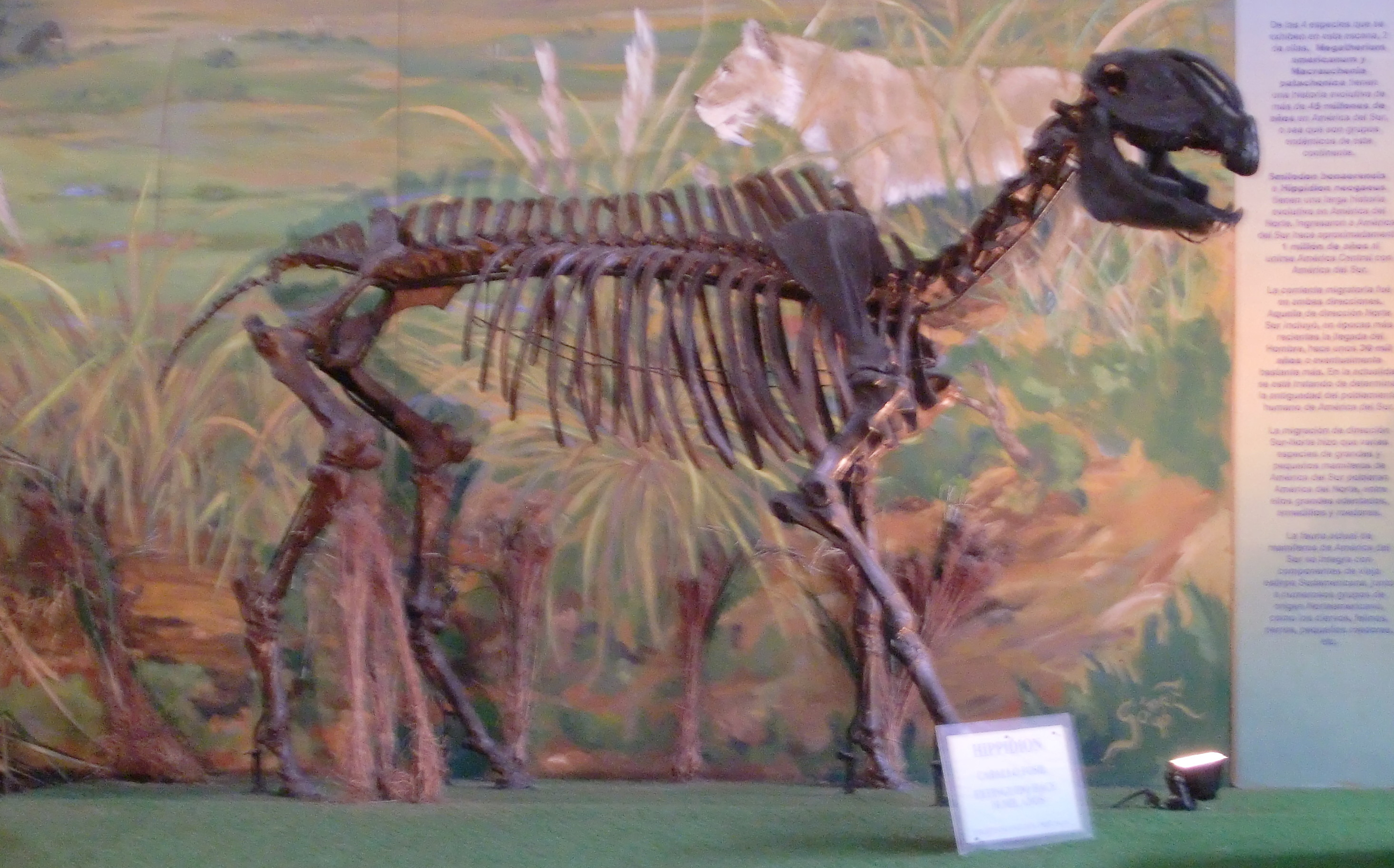
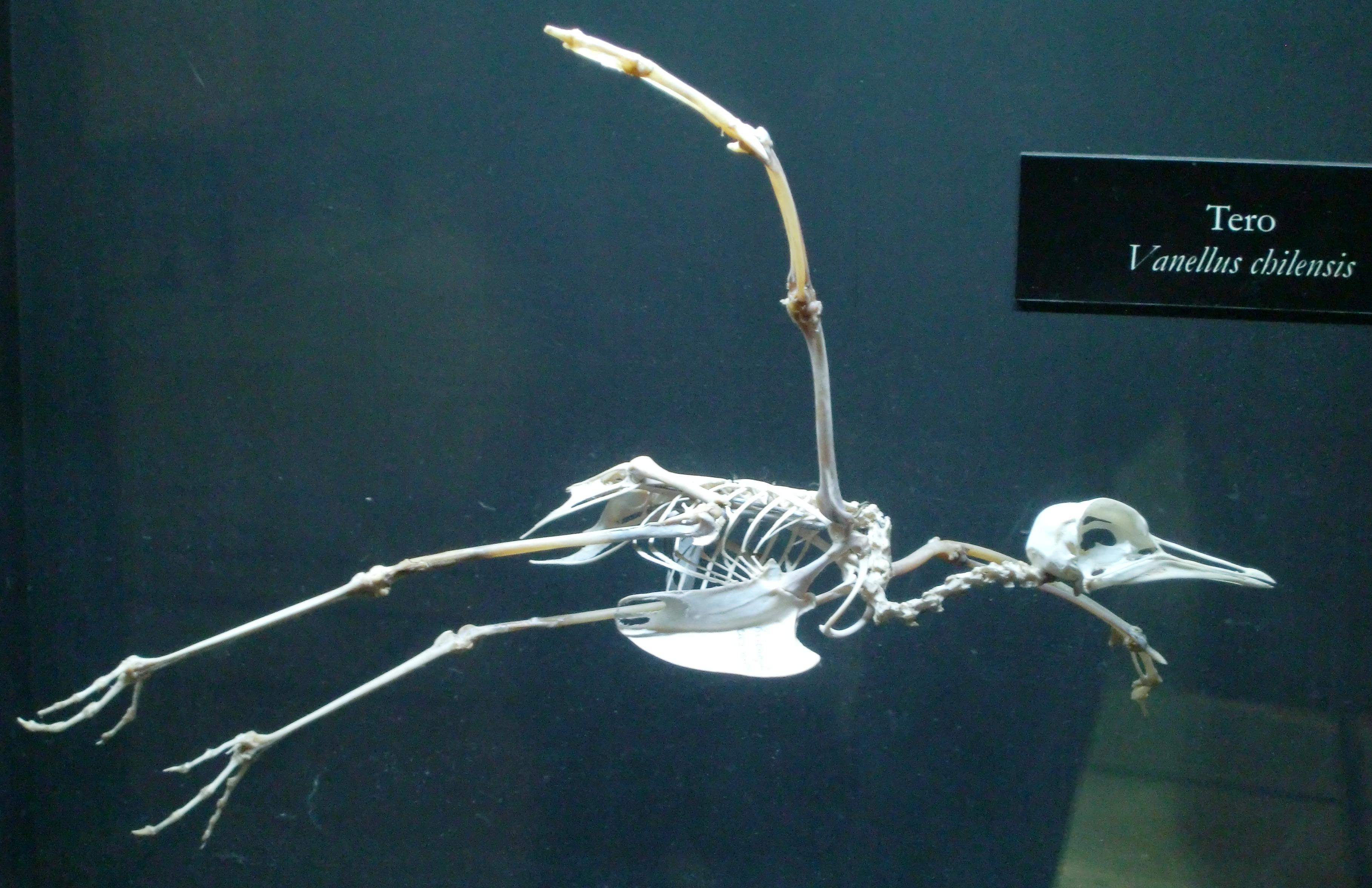
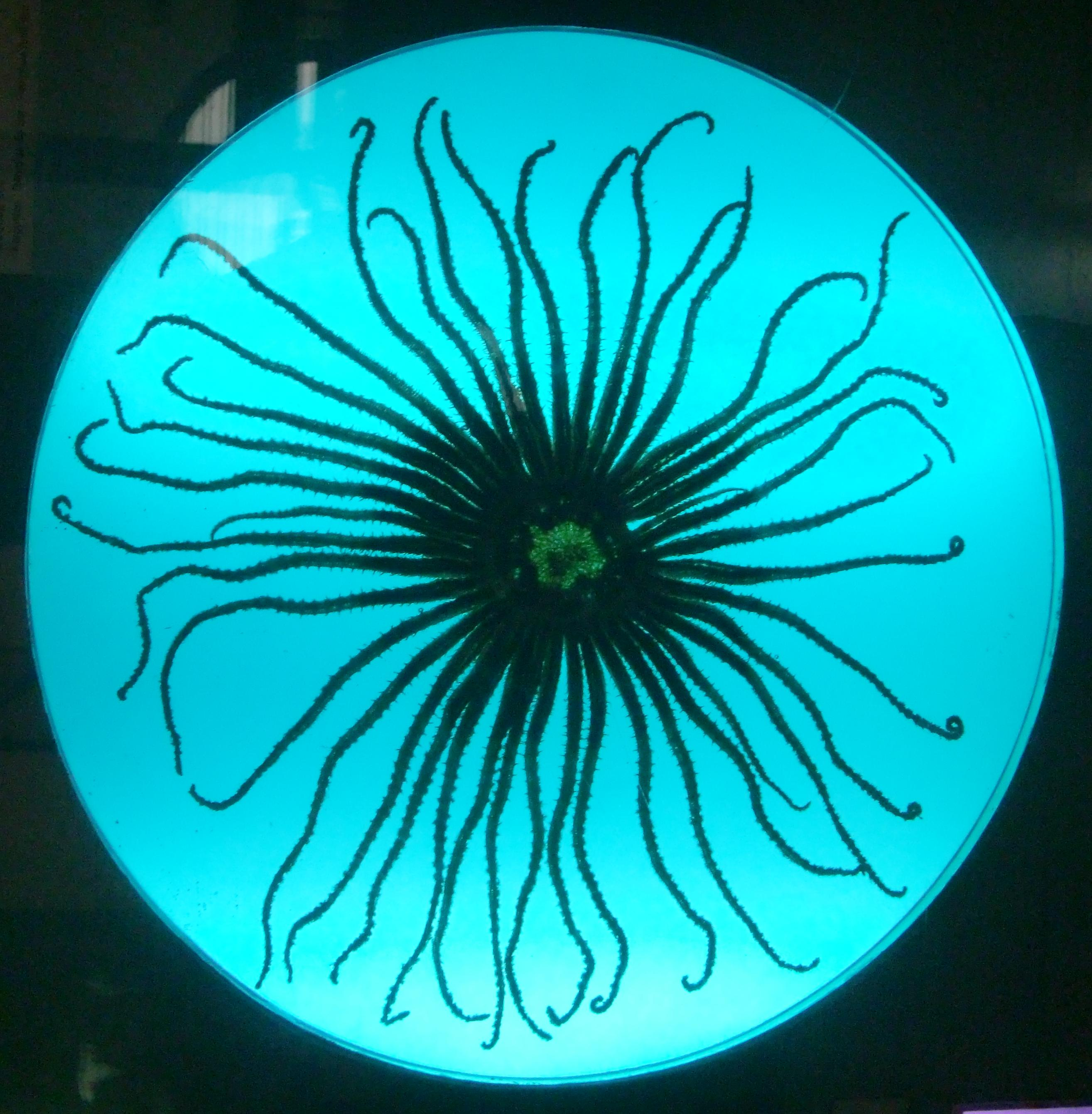